# Q4
Q4（きゅーふぉー）は画像フォーマットの一つ。16色の可逆圧縮フォーマットである。表示プログラムの名前からXLD形式とも呼ばれる。NIFTY-ServeのQLDフォーラムやPC-VANのQLDシグで主に使われていた画像フォーマット。拡張子は.q4
MAJYOによって考案された。
QLDに次いで開発され、640×400ドット、4096色16色という当時日本で主流だったNECのパソコン、PC-9800シリーズの画像表示能力に沿った仕様だった。展開は高速で、圧縮ソフトによる2次圧縮が効かないほど圧縮率も良いフォーマットであるが、アルゴリズムやローダなどがQLDの管理下にあり、一般に公開されていなかったため、あまり普及せず、パソコン通信での標準的な16色の画像フォーマットは仕様を公開していたMAGやPiが大半を占め、QLDフォーラム・QLDシグの中でのみ使われるローカルなフォーマットになっていった。